# ددپول ۲
ددپول ۲ (انگلیسی: Deadpool 2) یک فیلم ابرقهرمانی بر پایه شخصیت ددپول از شرکت مارول کامیکس است که در سال ۲۰۱۸ منتشر شد. این فیلم به عنوان یازدهمین قسمت در مجموعه فیلم‌های مردان ایکس به‌شمار می‌رود و دنبالهٔ فیلم ددپول در سال ۲۰۱۶ است. این فیلم به کارگردانی دیوید لیچ و نویسندگی رت ریس و پال ورنیک با بازی رایان رینولدز در نقش اصلی در کنار بازیگرانی همچون مورنا باکارین، تی جی میلر، لزلی اوگامس، برایانا هیلدبرند، زازی بیتز و جاش برولین است. دنباله این فیلم تحت نام ددپول و ولورین در سال ۲۰۲۴ منتشر شد
ددپول ۲ توسط فاکس قرن بیستم در تاریخ ۱۸ مه ۲۰۱۸ در ایالات متحده اکران شد.

## داستان
پس از دو سال فعالیت به عنوان ددپول و مبارزه با باندهای تبهکار، وید ویلسون در سالگرد رابطه‌اش با ونسا موفق به کشتن هدفش نمی‌شود. همان شب که تصمیم می‌گیرند خانواده‌ای تشکیل دهند، هدف او را پیدا کرده و ناخواسته باعث مرگ ونسا می‌شود. وید در انتقام، قاتل را می‌کشد اما پس از آن در افسردگی عمیقی فرو می‌رود. او به دیدار آل، دوست نابینایش می‌رود اما نمی‌تواند تسلی یابد. پس از چندین تلاش ناموفق برای خودکشی، در رؤیاهایش ونسا را می‌بیند که او را به ادامه زندگی تشویق می‌کند. حالا تنها یادگارهای ونسا برای او یک توکن بازی و هدیه سالگرد است.
کلوئیس جنازه وید را پیدا و او را به مدرسه ایکس می‌برد تا به گروه ایکس-من بپیوندد. وید ابتدا مردد است اما در نهایت قبول می‌کند چون احساس می‌کند ونسا این را می‌خواهد. آن‌ها به یک یتیم‌خانه مخوف متعلق به شرکتی به نام اسکس می‌روند، جایی که جهش‌یافته‌ای ناپایدار به نام راسل کالینز در مقابل نیروهای امنیتی ایستاده است. متوجه می‌شوند که راسل توسط مسئولان یتیم‌خانه بدرفتاری شده است. در جریان درگیری، وید یکی از کارکنان یتیم‌خانه را می‌کشد و خودش همراه راسل دستگیر می‌شود. آن‌ها با قلاده‌هایی که قدرت‌هایشان را خنثی می‌کند به زندان آیس‌باکس منتقل می‌شوند. در همین حال، سربازی سایبورگ به نام کیبل از آینده به گذشته برگشته تا راسل را بکشد.
کیبل به زندان حمله می‌کند و در درگیری، قلاده وید شکسته می‌شود. وید سعی می‌کند از راسل دفاع کند اما کیبل توکن ونسا را می‌دزدد و وید و کیبل از زندان فرار می‌کنند. راسل صدای وید را می‌شنود که ادعا می‌کند برایش اهمیتی ندارد. وید دوباره نزدیک مرگ است که در رؤیا ونسا به او انگیزه می‌دهد تا به راسل کمک کند.
وید تیمی به نام ایکس-فورس تشکیل می‌دهد تا راسل را نجات دهد و از او در برابر کیبل محافظت کند. آن‌ها با چتر به محل انتقال زندانی‌ها می‌پرند اما تنها وید و دومینو، جهش‌یافته‌ای که شانس را توانایی‌اش می‌داند، زنده می‌مانند. در درگیری، راسل جگرنات را آزاد می‌کند که به او کمک می‌کند رئیس ظالم یتیم‌خانه را بکشد. جگرنات کاروان زندانیان را نابود کرده و با راسل فرار می‌کند و وید را هم از وسط به دو نیم می‌کند.
در حالی که وید بهبود می‌یابد، کیبل پیشنهاد همکاری می‌دهد تا جلوی قتل رئیس یتیم‌خانه گرفته شود. کیبل توضیح می‌دهد که در آینده، راسل قاتل سریالی می‌شود که خانواده‌اش را به قتل می‌رساند. وید می‌پذیرد اما می‌خواهد ابتدا راسل را متقاعد کند. در یتیم‌خانه، تیم وید توسط جگرنات شکست می‌خورد و راسل به دنبال رئیس یتیم‌خانه می‌دود. کلوئیس که اول نمی‌خواست کمک کند، وارد درگیری شده و حواس جگرنات را پرت می‌کند. وقتی وید نمی‌تواند راسل را آرام کند، کیبل مجبور می‌شود به او شلیک کند. وید جلوی گلوله می‌ایستد و می‌میرد تا با ونسا در دنیای دیگر ملاقات کند. قربانی‌اش باعث می‌شود راسل از قتل منصرف شود و خانواده کیبل نجات پیدا کنند. کیبل با استفاده از دستگاه سفر در زمانش به چند دقیقه قبل بازمی‌گردد و توکن ونسا را روی قلب وید می‌بندد تا زنده بماند. او تصمیم می‌گیرد در زمان حال بماند و دنیا را بهتر کند. بعداً رئیس یتیم‌خانه توسط دوست تاکسی‌ران وید به قتل می‌رسد.
نگازونیک و دوست دخترش یوکیو دستگاه سفر در زمان کیبل را برای وید تعمیر می‌کنند. وید با آن نه تنها ونسا و یکی از اعضای تیم را نجات می‌دهد، بلکه نسخه‌های دیگری از خودش را هم که با وولورین مبارزه می‌کنند و حتی خود رایان رینولدز را پس از خواندن فیلمنامه «گرین لنترن» از بین می‌برد.

## بازیگران
- رایان رینولدز در نقش وید ویلسون / ددپول و جاگرنات
- مورنا باکارین در نقش ونسا
- تی جی میلر در نقش ویزل
- لزلی اوگامس در نقش آل کور
- برایانا هیلدبرند در نقش نگاسونیک
- استفان کاپیچیچ صداپیشه کلاسوس
- زازی بیتز در نقش نینا ثورمن / دومینو
- جاش برولین در نقش ناتان سامرز / کابل
- جک کسی در نقش بلک تام کسیدی
- تری کروز در نقش بدلام
- برد پیت در نقش وانیشر
- استن لی حضور افتخاری (تصویر دیواری)
- کاران سونی در نقش ادی مارسن به عنوان سرپرست خانه اِسکس برای جهش‌یافته‌های توانبخش و یتیم، رابرت مایلیت به شکل مختصر در نقش اسلاگو، کوتسونا شیئوری در نقش شخصیت یوکیو، دوست دختر نگاسونیک تین‌ایج ورهد بازی می‌کند. صحنه‌ای از هیو جکمن در نقش لوگان / ولورین از فیلم خاستگاه مردان ایکس: ولورین نیز با کسب اجازه از وی در فیلم مورد استفاده قرار گرفت. همچنین پرتره استن لی در بخشی از فیلم، بر روی یکی از دیوارهای شهر دیده می‌شود.

## دنباله
به دنبال خریداری شدن فاکس قرن بیستم توسط کمپانی دیزنی در سال ۲۰۱۷، باب ایگر مدیرعامل دیزنی اعلام کرد که شخصیت ددپول وارد دنیای سینمایی مارول خواهد شد و رایان رینولدز نقش ددپول را در این دنیا دوباره ایفا خواهد کرد. روزی روزگاری ددپول نسخهٔ PG-13 فیلم ددپول ۲ بود که توسط دیزنی منتشر شد و دیزنی آن را به دقت زیر نظر داشت تا متوجه شوند که آیا ددپول می‌تواند وارد دنیای فیلم‌های PG-13 دنیای سینمایی مارول شود یا نه. در اکتبر ۲۰۱۹، رت ریس و پال ورنیک، نویسندگان ددپول (۲۰۱۶) و ددپول ۲ (۲۰۱۸) اعلام کردند که منتظر چراغ سبز مارول برای آغاز کار بر روی قسمت سوم هستند. ریس گفت که «ردهٔ سنی ددپول همان R باقی می‌ماند و امیدواریم که بتواند در دنیای سینمایی مارول نیز تأثیرگذار باشد». در دسامبر ۲۰۱۹، رینولدز تأیید کرد که قسمت سوم ددپول در مارول استودیوز در حال آماده‌سازی است.
توسعهٔ فیلم سوم ددپول از نوامبر ۲۰۱۶ در فاکس قرن بیستم آغاز شده بود، اما پس از اکتساب این شرکت توسط والت دیزنی در مارس ۲۰۱۹، به حالت تعلیق درآمد. سپس نظارت و مدیریت این شخصیت به مارول استودیوز واگذار شد که شروع به ساخت فیلم جدیدی به‌همراه رینولدز کرد. این فیلم شخصیت ددپول از مجموعهٔ مردان ایکسِ فاکس را با دنیای سینمایی مارول ادغام کرده و رتبه‌بندی بزرگسال فیلم‌های قبلی را حفظ کرد و تبدیل به نخستین فیلم دنیای سینمایی مارول شد که چنین رتبه‌ای را کسب کرد. وندی مولینیو و لیزی مولینیو-لوژلین در نوامبر ۲۰۲۰ برای نگارش فیلم‌نامه به پروژه ملحق شدند و ریس و ورنیک از فیلم‌های قبلی نیز بازگشتند تا آن را تا مارس ۲۰۲۲ بازنویسی کنند. لوی در آن زمان برای کارگردانی استخدام شد. جکمن در اوت ۲۰۲۲ تصمیم گرفت نقش ولورین از فیلم‌های مردان ایکس را بار دیگر ایفا کند و اوایل سال ۲۰۲۳، بازیگران دیگری انتخاب شدند. فیلمبرداری در مهٔ ۲۰۲۳ در لندن و در استودیوهای پاین‌وود در باکینگهام‌شر انگلستان آغاز شد. فیلمبرداری اضافی در نورفک صورت گرفت. فیلم‌برداری در ژوئیه به‌دلیل اعتصابات ۲۰۲۳ سگ-افترا به حالت تعلیق درآمد اما در نوامبر همان سال از سر گرفته شد و در ژانویهٔ ۲۰۲۴ به پایان رسید. عنوان رسمی فیلم ماه بعد اعلام شد.
ددپول و ولورین نخستین بار در ۲۲ ژوئیهٔ ۲۰۲۴ در تالار دیوید اچ. کوک در نیویورک سیتی به نمایش درآمد و سپس در ۲۶ ژوئیه به‌عنوان بخشی از فاز پنجم دنیای سینمایی مارول در ایالات متحده منتشر شد. این فیلم رکورد پرفروش‌ترین افتتاحیه با درجه‌بندی R را به نام خود ثبت کرد و بیش از  ۱.۰۲۹ میلیارد دلار در سراسر جهان فروخت و دومین فیلم پرفروش ۲۰۲۴ شد. این فیلم همچنین تبدیل به پرفروش ترین فیلم جهان با درجه سنی R شد.